# Artrom Steel Tubes
ARTROM STEEL TUBES este o companie din România specializată în producția de oțel si de țevi din oțel fără sudură, pentru utilizări industriale, inclusiv pentru industria ingineriei mecanice sau de automobile. 
ARTROM STEEL TUBES își desfășoară activitatea în România cu două fabrici:
- "Uzina Metalurgică" localizată în Slatina, județul Olt;
- "Uzina Siderurgică" localizată în Reșița, județul Caraș - Severin;

ARTROM STEEL TUBES deține în prezent o cotă importantă a pieței europene pentru țevi industriale fără sudură cuprinzând țevi mecanice, cilindri hidraulici, țevi pentru industria auto și energetică.
Mai mult de 85% din producția de țevi a fabricii  este destinată pieței externe,  în principal în țări din Uniunea Europeană, Statele Unite ale Americii și Canada.
Începând cu luna Ianuarie 2023, ARTROM nu mai este parte a Grupului TMK și s-a redenumit în ARTROM STEEL TUBES.
ARTROM STEEL TUBE mai deține și companiile cu activitate comercială:
- ARTROM ITALIA SRL localizata în Lecco, Italia[2]
- ARTROM DEUTSCHLAND GmbH localizată în Germania;
- ARTROM USA LLC localizata in Houston Statele Unite ale Americii.[2].

### Istoric
ARTROM STEEL TUBES a fost înființată în 1982, ca societate de stat, sub numele de "Intreprinderea de tevi" Slatina, iar producția sa a început în 1988. A fost transformată în societate comercială în 1991 și redenumită ARTROM SA. 
În data de 20 noiembrie 1995, compania și-a listat acțiunile la Bursa de Valori București. 
Apoi, ARTROM SA a trecut prin procesul de privatizare și a devenit o societate pe acțiuni public - privată în data de 30 aprilie 1999, cu compania austriacă STARO GmbH ca acționar majoritar. 
În 2001, compania germană Sinara Handel GmbH - astăzi ARTROM INVESTMENT GmbH  (fostă HEFESTOS ARTROM GmbH, fostă TMK-EUROPE GmbH) a cumpărat o participație de control la ARTROM SA. 
Pe data de 1 martie 2006, ARTROM SA s-a alăturat celui de-al doilea mare producător de țevi din lume și a devenit parte a grupului de companii TMK, schimbându-și numele  în TMK-ARTROM.
În februarie 2007 a fost pusă în funcțiune o nouă linie de fabricare a țevilor - un CPE (Elongator de Piercing Cross). Ca rezultat, capacitatea de producție a ARTROM STEEL TUBES a atins 200.000 de tone pe an.
În iunie 2015 a fost pusă în funcțiune o nouă secție – Secția ACH, în care se produc țevi pentru industria auto și cilindri hidraulici. Noua secție, care a presupus o investiție de circa 10 milioane de euro, are capacitatea de a procesa circa 25.000 de tone de țevi anual.
În urma unei investiții de 36 milioane de euro, în februarie 2018 ARTROM STEEL TUBES a lansat un complex de tratamente termice care permite companiei să-și crească segmentul de produse premium, având o capacitate anuașă de producție de 165 000 tone.
În decembrie 2018 ARTROM STEEL TUBES a achiziționat pachetul majoritar de acțiuni (99.99%) la companie siderurgica TMK Resita - fost Combinatul Siderurgic Resita, care este singurul furnizor de materie primă al ARTROM STEEL TUBES. 
Uzina siderurgică de la Reșița, cu o capacitate de producție de 450 000 de tone anual este în prezent denumită ARTROM STEEL TUBES, deoarece în data de 31 decembrie 2021, ARTROM a fuzionat cu TMK Reșița prin metoda absorbției, uzina reșițeană fiind compania absorbită. În ultimii ani, uzinele de productie otel si tevi ale ARTROM STEEL TUBES au trecut printr-un amplu proces de modernizare devenind un sistem integrat de productie. 
Începand cu luna Ianuarie 2023, Artrom nu mai este parte a Grupului TMK și s-a redenumit în ARTROM STEEL TUBES, fiind deținută de Artrom Investment GmbH.
În 19 noiembrie 2024, GLGH Steel, o subsidiară a Great Lakes Global Holdings (GLGH), o companie de investiții cu sediul în Chicago, Illinois a achiziționat ARTROM Investment GmbH.
În prezent, acționarul majoritar (cu deținere de 99,999914%) este Artrom Investment GmbH.

Număr de angajați în 2024: circa 2092
Cifra de afaceri în 2024: 1 168 335 162 lei.

## Alte informații financiare[7]
| Ani  | Venituri   | Cheltuieli | Profit    | Inventar  | Rezerve  | Creanțe   | Datorii    | Banca și numerar | Angajați |
| ---- | ---------- | ---------- | --------- | --------- | -------- | --------- | ---------- | ---------------- | -------- |
| 2023 | 1921426378 | 1855750467 | 55063406  | 411388589 | 33774520 | 244277218 | 1244640336 |                  | 2171     |
| 2022 | 2355337896 | 2260129786 | 80689067  | 422815889 | 39519628 | 437933661 | 1331980805 | 25874447         | 2147     |
| 2021 | 1715080973 | 1725935355 | -6238394  | 487483462 | 27398205 | 290229800 | 1411421199 | 13059394         | 1466     |
| 2020 | 1178162789 | 1273075765 | -90308388 | 283167515 | 7843385  | 241657840 | 1001777178 | 5768950          | 1444     |
| 2019 | 1368395420 | 1390754011 | -11715186 | 312952274 | 8038580  | 255423940 | 949064705  | 8632162          | 1498     |
| 2018 | 1493048162 | 1433558697 | 67780721  | 245020825 | 8725364  | 313381169 | 894991542  | 16925079         | 1457     |
| 2017 | 1131484580 | 40643875   | -33055366 | 301095683 | 7166422  | 246048905 | 641230408  | 10825193         | ?        |
| 2016 | 821350666  | 8973168    | -877190   | 256502447 | 3126323  | 221495549 | 512988405  | 16771797         | ?        |